# Jobbtorg Stockholm
Jobbtorg Stockholm, tidigare Jobbcentrum, är en insats av de sociala myndigheterna för de med försörjningsstöd att hitta egen försörjning i form av ett arbete.
Den 1 oktober 2007 fattade kommunfullmäktige beslut om att jobbtorg skulle dras igång och den 1 januari 2008 startade verksamheten.
På jobbtorg finns också kurser som stöttar bidragstagaren att lyfta fram det bästa hos sig själv och att skriva en CV på ett säljande sätt. En så kallad jobb-coach tilldelas också den arbetssökande.
Verksamhetens huvuddel går ut på att de som är inskrivna på jobbtorg en timme varje dag i veckan befinner sig på jobbtorg och aktivt söker jobb. Utöver detta kan man även ta del av kurser som anordnas.